# Torre Beretti e Castellaro
Torre Beretti e Castellaro är en kommun i provinsen Pavia i regionen Lombardiet i Italien. Kommunen hade 581 invånare (2018).